# Романівка (Бердичівський район)
Романівка (до 1934 — Жидівці, до 2016 — Радя́нське) — село в Україні, у Бердичівському районі Житомирської області. Населення становить 915 осіб.

## Географія
Через село тече річка П'ятигірка, права притока Гнилоп'ятки.

## Історія
Сучасне село створилось на базі двох поселень — села Жидівці, що в 1934 році було перейменоване на Радянське та Романівки, що в 1960 році була приєднана до, тоді ще, села Радянське.
4 лютого 2016 року Постановою Верховної ради село Радянське перейменоване на Романівка.

## Походження назви «Романівка»
назва Романівка походить від імені бердичівського купця єврея-вихриста Романа (Рувіна) Рубінштейна, діда відомих музикантів Миколи Григоровича Рубінштейна та Антона Григоровича Рубінштейна.
Роман Рубінштейн придбав земельну ділянку для бідних євреїв жителів Бердичева, що забажали зайнятись хліборобством, таким чином заснувавши Романівку.

## Населення
Згідно з переписом УРСР 1989 року чисельність наявного населення села становила 557 осіб, з яких 227 чоловіків та 330 жінок.
За переписом населення України 2001 року в селі мешкало 911 осіб.

### Мова
Розподіл населення за рідною мовою за даними перепису 2001 року:
| Мова       | Відсоток |
| ---------- | -------- |
| українська | 96,07 %  |
| російська  | 3,50 %   |
| білоруська | 0,33 %   |

## Друга світова війна та Голокост
В перші дні війни німецькі літаки бомбардували військовий аеродром біля Романівки.
Місцевість поблизу села стала місцем розстрілу євреїв.
1994 року на братській могилі поблизу села встановлено пам'ятну стелу жертвам нацизму.
В північній частині села знаходиться пам'ятка історії місцевого значення — братська могила радянських воїнів, в якій поховано 178 воїнів 71-ї і 317-ї стрілецьких дивізій, які загинули 4-6 січня 1944 року в боях за вигнання з Романівки німецьких загарбників.

## Національний склад
На 1911 рік в Романівці проживало 379 євреїв
На 1926 рік (згідно перепису 1926 року по Жидівецькій сільраді)
в Жидівцях 190 господарств, в яких проживало 887 осіб, з них 755 українці, 132 поляки.
в Романівці 51 господарство, в яких проживало 254 особи, з них 84 українців, 132 євреї, 8 поляків.